# 合原一幸
合原 一幸（あいはら かずゆき、1954年6月23日 - ）は、日本の工学者。
東京大学国際高等研究所ニューロインテリジェンス国際研究機構副機構長、東京大学特別教授。学位は、工学博士。福岡県出身。

## 概要
福岡県出身の数理工学者。カオスニューラルネットワークの概念を提唱したことで知られる。神経回路のような複雑性を持つネットワークを対象とした、複雑系やカオス理論の知見を応用した数理モデルの研究を行っている。

## 略歴
- 1973年3月 - ラ・サール高等学校卒業
- 1977年3月 - 東京大学工学部電気工学科卒業
- 1982年3月 - 東京大学大学院工学系研究科電子工学専攻博士課程修了。工学博士（論文タイトル︰「神経興奮膜における自励発振現象の解析 」[2]）。
- 1982年4月 - 日本学術振興会奨励研究員
- 1983年4月 - 東京電機大学工学部助手
- 1986年10月 - 東京電機大学工学部専任講師
- 1988年10月 - 東京電機大学工学部助教授
- 1993年4月 - 東京大学工学部計数工学科助教授
- 1998年4月 - 東京大学大学院工学系研究科計数工学専攻教授
- 1999年4月 - 東京大学大学院新領域創成科学研究科複雑理工学専攻教授、東京大学工学部教授（兼任）
- 2003年4月 - 東京大学大学院情報理工学系研究科数理情報学専攻教授（兼任）
- 2003年10月 - 東京大学生産技術研究所教授
- 2010年 - 東京大学生産技術研究所最先端数理モデル連携研究センター長
- 2017年 - 東京大学国際高等研究所ニューロインテリジェンス国際研究機構副機構長
- 2020年4月 - 東京大学特別教授

## 人物
実家は電気屋で、一幸で三代目にあたる。モットーは「大統領のように働き，王様のように遊ぶ」。昆虫博士になることを夢見ていたが、カナダの学会で現在の昆虫学者が脳神経科学に近い研究をしていることを知り、夢が実現していたことを知った。フクロウの置物の収集家である。

## 研究テーマとプロジェクト
- 生命病態システムの数理モデリングとその個別化医療への応用のための数理的基盤の確立(2015-2020)
- 最先端研究開発支援プログラム（FIRST）[6]複雑系数理モデル学の基礎理論構築とその分野横断的科学技術応用
- シナプス前制御に基づく神経情報処理の数理モデル化とその工学応用(2008-2013)
- 異種情報の時空間コーディングと統合的処理に関する非線形システム論的研究(2005-2009)
- モデル脳におけるコーディングとエルゴード性に関する数理的研究(2003-2004)
- 合原複雑数理モデルプロジェクト[7](ERATO) (2003-2008)
- 複雑系時系列のカオス性の検証と導出したカオスモデルの確率過程論的研究(2002-2003)
- 昆虫の複雑形態の多様性に関する画像解析と数理モデル化(2000-2001)
- 記憶の形成と保持(1996-1999)
- カオスニューラルネットワークの情報処理ダイナミクスに関する研究(1994)

## 著作

### 著書
- 合原 一幸, 牧野 貴樹, 金山 博, 河野 崇, 木脇 太一, 青野 真士『人工知能はこうして創られる』ウェッジ、2017年9月16日。978-4863101852。
- 合原 一幸『暮らしを変える驚きの数理工学 (ウェッジ選書53)』ウェッジ、2015年5月25日。978-4863101401。
- 三村 昌泰 編『現象数理学入門：「ニューロン、ニューラルネットワーク、行動のモデル」』東京大学出版会、2013年9月28日。978-4130629164。
- 萱野 稔人, 宮沢 章夫, 森 達也, 細野 秀雄, 小久保 英一郎, 合原 一幸, 池内 了『私と世界、世界の私 13歳からの大学授業 (桐光学園特別授業4)』水曜社、2011年7月4日。978-4880652603。
- 黒田 達明, 合原 一幸『ようこそ、私の研究室へ (DISCOVERサイエンス)』2010年11月16日。
- 太田 光, 合原 一幸『爆笑問題のニッポンの教養 脳を創る男 カオス工学』2008年10月21日。
- 合原 一幸, 神崎 亮平『理工学系からの脳科学入門』東京大学出版会、2008年。
- 合原 一幸『社会を変える驚きの数学 (ウェッジ選書 32 地球学シリーズ)』ウェッジ、2008年。
- 合原 一幸『脳はここまで解明された―内なる宇宙の神秘に挑む (ウェッジ選書)』ウェッジ、2004年2月1日。4900594717。
- 岡田 康志, 合原 一幸『＜1分子＞生物学―生命システムの新しい理解』岩波書店、2004年9月29日。4000050508。
- 合原 一幸『カオス学入門 (放送大学教材)』放送大学教育振興会、2001年3月。4595892012。
- 国府 寛司, 山口 昌哉, 合原 一幸『力学系の基礎 (カオス全書)』朝倉書店、2000年12月。425412676X。
- 池口 徹, 小室 元政, 合原 一幸『カオス時系列解析の基礎と応用』産業図書、2000年11月1日。4782810105。
- 合原 一幸, 黒崎 政男『哲学者クロサキと工学者アイハラの神はカオスに宿りたもう』アスキー、1997年7月。4756131336。
- 畑 政義, 山口 昌哉, 合原 一幸『神経回路モデルのカオス (カオス全書)』朝倉書店、1998年9月。425412676X。
- 合原 一幸『別冊日経サイエンス120 - 複雑系がひらく世界』日経サイエンス、1997年。4532511208。
- 合原 一幸『カオスの数理と技術―カオス,そしてフラクタル,複雑系への序章(放送大学教材)』放送大学教育振興会、1997年。4595562594。
- 合原 一幸, 五百旗頭 正, 日本ファジィ学会編『カオス応用システム (ソフトコンピューティングシリーズ)』朝倉書店、1995年6月1日。4254209983。
- 合原 一幸『応用カオス―カオスそして複雑系へ挑む (Information & computing:80)』サイエンス社、1994年。4781907334。
- 合原 一幸『カオスセミナー(プラタンBOOKS)』海文堂出版、1994年。4303730203。
- 合原 一幸『カオス―まったく新しい創造の波』講談社、1993年10月。4062062879。
- 合原 一幸『ニューラルシステムにおけるカオス』東京電機大学出版局、1993年。4501315407。
- 銅谷 賢治, 徳永 隆治, 合原 一幸『ニューロ・ファジィ・カオス―新世代アナログコンピューティング入門』オーム社、1993年1月。4274129179。
- 合原 一幸『カオス―カオス理論の基礎と応用 (Information & computing)』サイエンス社、1990年9月1日。4781905927。
- 合原 一幸『ニューラルコンピュータ―脳と神経に学ぶ』東京電機大学出版局、1998年4月。4501513209。

### 論文
百科事典
- （2007年） Kazuyuki Aihara, "Chaos in neurons," Scholarpedia.

## メディア

### テレビ
- NHK『視点・論点』「人工知能は脳を超えるのか？」（2017年8月25日）
- NHK『視点・論点』「人工知能と脳」（2017年1月11日）
- テレビ東京系列「クロスロード」『東京大学 合原一幸教授』篇（2017年3月11日）
- BSテレビ東京「居間からサイエンス」（2023年8月30日）[8]

### 雑誌
- 『Wedge』(2015年11月号)
- 『Wedge』(2012年1月号)